# آرندو، پاکستان
آرندو (به انگلیسی: Arandu) یک شهرک در پاکستان است که در خیبر پختونخوا واقع شده‌است. آرندو ۵۷ کیلومتر مربع مساحت دارد ۱٬۱۲۸ متر بالاتر از سطح دریا واقع شده‌است.